# Івахно Гостський
Івахно (Іван, Івашко) Гостський (д/н–бл. 1515) — український шляхтич часів Великого князівства Литовського.

## Життєпис
Походив зі шляхетського роду Гостських гербу Кирдій. Старший син Богдана Гостського, луцького чашника. Одружився з донькою зем'янина Бика Олександровича, після смерті якого до 1506 року успадкував його володіння. На той час вже був дворянином господарським.
1515 року брав участь у поділі майна луцьких повітників Івашка, Богдана, Ігната Дчусів, здійсненому в селі Ляхів. Ймовірно помер ще за життя батька, згаданий в пом'янику Києво-Печерської лаври.

## Родина
- Богдан (д/н — після 1528)
- Роман (д/н — після 1583), дворянин господарський